# Jérémy Liron
Pour les articles homonymes, voir Liron.
Jérémy Liron est un peintre et écrivain français né le 13 juillet 1980 à Marseille.

## Biographie
Diplômé de l'école des beaux-arts de Toulon, puis de celle de Paris, agrégé en arts plastiques, Jérémy Liron mène de front une carrière d'artiste — il expose depuis 1998 —, d'écrivain — il publie des fictions et des essais — et d'enseignant.
Il a participé à de nombreuses expositions collectives ou personnelles.
Il est l'auteur d'estampes éditées par l'Urdla et par les ateliers Eric Linard.
Depuis 2006, son travail est présenté par la galerie Isabelle Gounod à Paris.
Philippe Dagen, Pierre Wat, François Bon, Arnaud Maïsetti, Michel Nuridsany, Armand Dupuy, Pierre Bergounioux, Gilles A. Tiberghien, Eric Suchère, Emmanuel Ruben, Jérôme Thélot notamment, ont écrit sur sa peinture.

## Principales expositions personnelles
- 2025 :
  - « Vue(s), vigie, voisinages », Fondation Renaud, Lyon
- 2024 :
  - « Valse », Centre d'Art La Halle des Bouchers, Vienne
  - « Le dernier rivage », Galerie Isabelle Gounod, Paris
  - « MU », Galerie Eric Linard, La Garde Adhémar
  - « Une phrase », Orangerie du Château de Sucy en Brie
- 2023 : 
  - « La géométrie dans tous ses états », Maison du Cygne, centre d'art contemporain, Six-Fours-les-Plages
  - « Et c'est assez, pour l'instant, qu'une si jolie ombre danse au bord de la fenêtre. », galerie Isabelle Gounod, Paris
  - « Pendant que la nuit tombe », L'Abbaye, Fondation pour l'art contemporain Salomon, Annecy
- 2022 :
  - « Calendrier de l'avent », centre d'art contemporain de Meymac
  - « Marginalia », galerie Isabelle Gounod, Paris
- 2021 : 
  - « In the shade », galerie Eric Linard, La Garde-Adhémar
  - « Les parages », galerie Isabelle Gounod, Paris
  - « Tangerine Tangerine », Les moments artistiques, Paris
  - « Quelque chose de pourpre », galerie Telmah, Rouen
- 2020 :
  - « Les heures », Orangerie du musée de Sens, Sens
  - « Ce qui reste en mémoire après avoir cessé de regarder », abbaye de Saint-Florent-le-Vieil, Mauges-sur-Loire
- 2019 : 
  - « Pente douce », centre d'art contemporain l'H du Siège, Valenciennes[3]
- 2018 :
  - « Les silences de la peinture », musée Paul-Dini, Villefranche-sur-Saône[4],[5]
- 2017 :
  - « Tacet », galerie Isabelle Gounod, Paris
  - « Mélancolie des paysages », galerie Andersen&associés, Luxembourg
- 2016 :
  - « Figures » L'ange, espace d'art à La Roche-sur-Foron[6]
  - « L'infinie distance des choses dans leur temps », fondation Bullukian, Lyon[7]
  - « Les archives du désastre », studio galerie Isabelle Gounod, Paris[8]
- 2015 :
  - « Retourner le regard », ateliers Vortex, Dijon
- 2014 :
  - « Déployer l'instant/Parcourir la mémoire », artothèque de Caen, Caen[9]
  - « Hypnagogies », galerie Isabelle Gounod, Paris
- 2012 :
  - « L’inquiétude », galerie Isabelle Gounod, Paris
  - « Le récit absent », Art[ ]Collector, Studio/Patio-Opéra, Paris
- 2011 : 
  - « Jeremy Liron », hôtel des Arts, Centre méditerranéen d’Art, Toulon[10]
- 2010 :
  - « 12 peintures », Galerie 5 - Angers
  - « Dans la solitude », galerie Isabelle Gounod, Paris
- 2009 : 
  - « Lyon/Béthune », centre d'art Lab-Labanque, Béthune[11]
  - « erre(s) », galerie de l'IUFM, Chaumont
  - « Jeremy Liron », espace d’art L’adagio, Thionville
  - « et comment cet impalpable de l'espace se loge en nous comme nous logeons en lui », Zan Gallery, Sèvres
- 2008 : 
  - « Suite », galerie Isabelle Gounod, Paris
  - « Hôtel de la mer », galerie Isabelle Gounod, Boulogne-Billancourt
  - « La majeure partie du temps à inventer les souvenirs exacts de ce qui ne cesse continuellement de nous échapper », orangerie du château de La Louvière, Montluçon
- 2006 : 
  - « Landscape(s) », galerie Isabelle Gounod, Boulogne-Billancourt
- 2005 : 
  - « Le quotidien transfiguré », galerie Leroy-Terquem, Paris

## Collections
Son travail est présent dans plusieurs collections publiques et privées, notamment celle du musée Paul-Dini de Villefranche-sur-Saône, du centre d'art de l'Hôtel des arts à Toulon, de la Fondation pour l'art contemporain Salomon à Annecy, de la collection de la Société générale à Paris , du Frac Auvergne, et de plusieurs artothèques dont l'Artothèque de Caen.

## Publications

### Écrits
- Des têtes qu'on tombe, Faï Fioc éditions, 2025
- Pierre Buraglio, Un fait & un songe, ENd éditions, 2024
- Le Labyrinthe domestique et mental de Mathieu Cherkit, Ohnedaruth éditions, 2023
- Clément Davout : Les fenêtres équivoques ou le détail du monde[16], éditions 2Angles, 2023
- Regarder l'image qui regarde, éditions du 6 rue du Gryphe, 2023
- Quelque chose de pourpre, entretien avec Alexandre Mare, éditions galerie Telmah , 2021
- Edouard, avec Peggy Viallat-Langlois, éditions Strandflat, 2019
- A l'insaisissable sa part, sur des peintures de Marine Joatton, éditions galerie Françoise Besson, 2018
- Gênes, avec Frédéric Khodja, projet partir à deux, 2017
- Bruissements, éditions Derrière la salle de bains, 2015
- J'ai parfois l'impression d'avancer dans un monde en ruine, Derrière la salle de bains, 2015
- Autoportrait en visiteur, préface de Pierre Bergounioux, éditions L'Atelier contemporain, 2015
- «  Que lisez-vous ? : À travers les livres  » (p. 48), «  La Mélancolie des fragments  » (p. 121) et «  Lettre à P.B.  » (p. 225), revue L'Atelier contemporain, no 2, printemps 2014
- La mer en contrebas tape contre la digue, La Nerthe/Eclats, 2014
- L'Être & le Passage, La Termitière, 2012
- En image le monde, La Termitière, 2011
- L'Humble Usage des objets[17], éditions Nuit Myrtide, 2010

### Livres d'artistes
- Des agaves, texte d'Armand DUpuy, éditions Aencrages & Co, 2024
- Corps d'habitation, texte de Dominique Sampiero, coll. « Boîtes à Bijoux », éditions icinulle part, 2020
- Je suis seul dans ce corps, texte de Dominique Sampiero, éditions A/Over, 2016
- Douce Quenn, texte d'Armand Dupuy, éditions A/Over, 2015
- Faire-monde & papillons, texte d'Armand Dupuy, Centrifuges, 2012
- La Mancha, texte d'Arnaud Maïsetti, Nuit Myrtide, 2009
- Les Minuscules, Éditions flblb, 2007

### Publications numériques
- La Traversée[18], Publie.net, 2012
- Chaque œuvre cherche après ce qui la fonde[19], Publie.net, 2010
- L'Évidence feuilletée d'un monde[20], Publie.net, 2009
- Le Livre l'immeuble le tableau[21], Publie.net, 2008

### Ouvrages et catalogues monographiques
- Vues(s), vigie, voisinages, textes de Stéphanie Rojas-Perrin et Jérôme Thélot, éditions Fondation Renaud, 2025.
- Les archives du désastre, textes de Lionel Bourg et Anne Favier, éditions L'Atelier Contemporain, 2024.
- Face mer, texte de François Bon, éditions Lord Byron, 2024.
- Les Heures, texte de Gilles A. Tiberghien, éditions La Nerthe/musée de Sens, 2020
- Récits, pensées, dérives & chutes, texte d'Armand Dupuy, préface de Marc Desgrandchamps, Éditions L'Atelier contemporain, 2020 (présentation en ligne)
- Caro, texte de Philippe Agostini, éditions Nuit Myrtide, 2019  (ISBN 9791091372350)
- Une île, préface d'Isabelle Bernini, éditions Château St Marcel de Félines, 2019
- Mélancolie des paysages, texte de Jeremy Liron et Philippe Agostini, éditions Art Lux/galerie Andersen & associés, 2017
- Récits des paysages, textes de Pierre Bergounioux, François Bon, Léa Bismuth, Anne Collongues, Marie Cosnay, Emmanuel Delabranche, Armand Dupuy, Sabine Huynh, Arnaud Maïsetti, Éric Pessan, Béatrice Rilos, Dominique Sampiero, Joachim Séné, Guillaume Siaudeau, Fabienne Swiatly, Dimitri Vazemsky, Thomas Vinau, éditions Nuit Myrtide, 2014
- Le Récit absent, textes de Gwilherm Perthuis et Isabelle Gounod, Art[ ]Collector, 2012
- Jérémy Liron, textes de Gilles Altieri, Philippe Blanchon et Pierre Wat, éditions l'Hôtel des Arts, 2011
- Lyon-Béthune, texte d'Armand Dupuy, éditions Nuit Myrtide, 2010
- La Majeure Partie de son temps à inventer…, textes de Philippe Dagen et Philippe Blanchon, éditions Shakers, 2008
- Landscape(s), texte de Philippe Blanchon, galerie G. Leroy-Terquem, Paris, 2005